# Playa de Cuevas del Mar
La playa de  Cuevas del Mar, en el concejo de Llanes (Asturias, España)
es una playa que está considerada paisaje protegido, desde el punto de vista medioambiental (por su vegetación y también por sus características geológicas). Por este motivo está integrada en el Paisaje Protegido de la Costa Oriental de Asturias.
Está situada en la desembocadura del río Nueva, presenta unas curiosas y originales cavidades talladas por el efecto del oleaje en las paredes de roca que forman los acantilados en las que se ubica. Este paisaje cavernoso es sin duda el origen de su nombre.

## Descripción

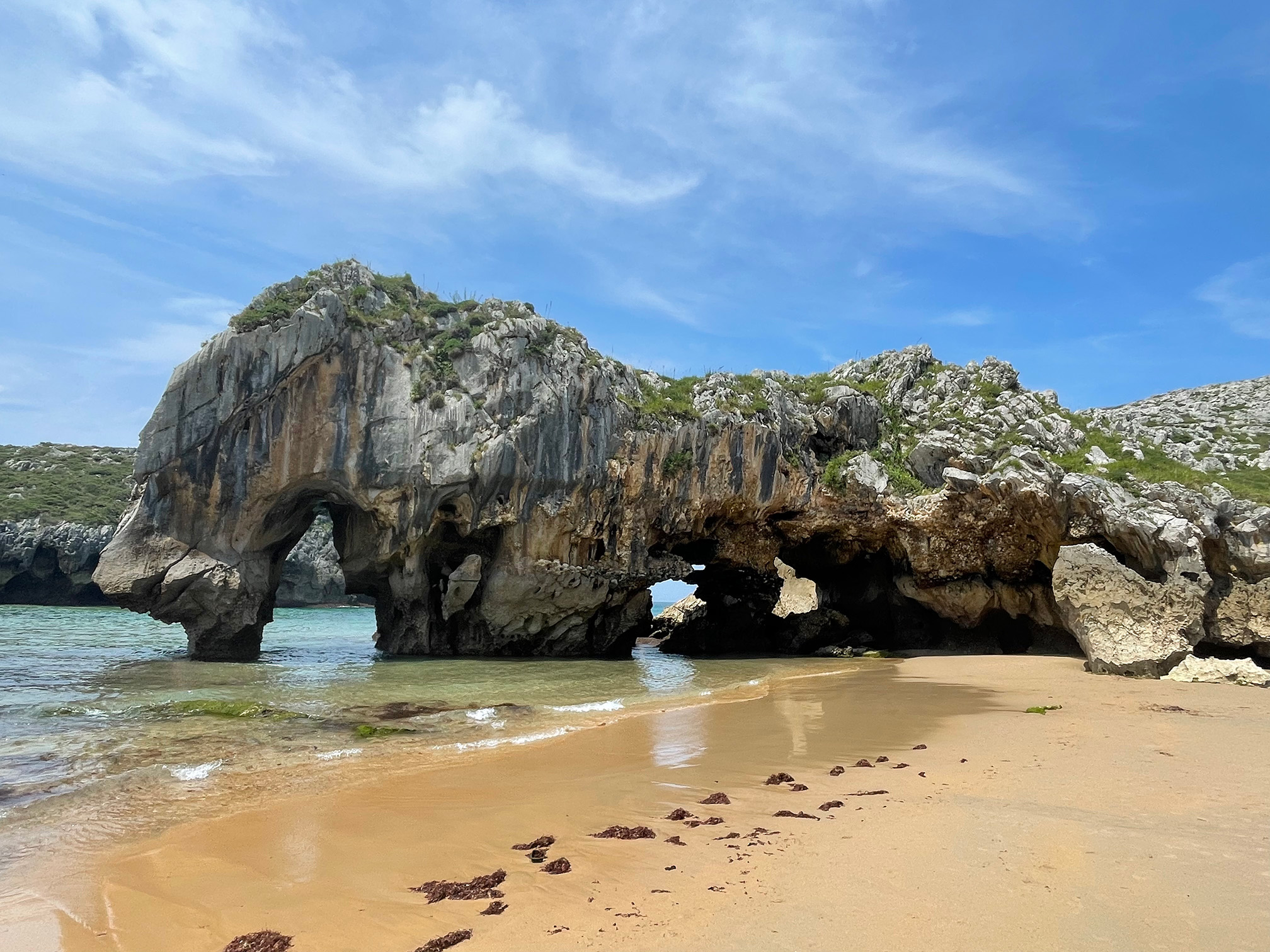
Playa de Cuevas del Mar

Tiene forma triangular, con unos accesos fáciles, lo que hace que tenga una  intensa concurrencia de bañistas, ya que cuenta con una gama media de servicios que la hacen agradable para su uso habitual, tales como aparcamiento, duchas (aunque no aseos),  teléfonos públicos, papeleras, servicio de limpieza, bebidas…